# Murdannia clarkeana
Murdannia clarkeana är en himmelsblomsväxtart som beskrevs av John Patrick Micklethwait Brenan. Murdannia clarkeana ingår i släktet Murdannia och familjen himmelsblomsväxter. Inga underarter finns listade.